# Кевін Вільямсон
Кевін Мід Вільямсон (англ. Kevin Meade Williamson; нар. 14 березня 1965) — американський кінорежисер, сценарист і продюсер.

## Біографія
Кевін Вільямсон народився в Нью-Берні, штат Північна Кароліна, в родині письменниці Ліллі Фей і рибалки іса Уейда Вільямсона. Незадовго до початку навчання в школі, сім'я переїхала в місто Аранзас Пасс в штаті Техас, а потім перебралася в Фултон. З дитинства захоплювався Кевін кіно, зокрема творчістю Стівена Спілберга. Він вступив на факультет кінематографії Нью-Йоркського університету, але навчатися на ньому не став, тому що не міг дозволити собі оплачувати навчання. Тому Кевін вступив у Східно-Каролінський університет в Грінвіллі, де він отримав ступінь бакалавра мистецтв.

## Кар'єра
Після закінчення університету він переїхав до Нью-Йорка, щоб зайнятися акторським ремеслом. У 1990 році він отримав роль у мильній опері «Інший світ» і переїхав до Лос-Анджелес. Через рік він отримав невеликі ролі в скетч-комедії «У живому кольорі», і у фільмі Роджера Кормана «Hard Run», а також знявся в декількох музичних кліпах.

### Перші сценарії
Поки Кевін здобував освіту сценариста в Каліфорнійському університеті, юнак написав свій перший сценарій під назвою «Убити місіс Тінгл», який в 1995 році був викуплений невідомою компанією де він ліг на полицю.
Під враженням від однієї з програм документальної передачі «Turning Point» (вийшла в ефір 9 березня 1994 року), яка розповідала про маніяка Денні Роллінг — переслідувати студентів серійного вбивцю з Ґейнсвілл у Флориді. Вільямсон написав сценарій фільму жахів про вигаданого маніяка під назвою «Дуже страшне кіно». Персонажі були знавцями класичних фільмів жахів і знали всі розповсюджені кліше — на цьому і будувалися гумор і саспенс сценарію.

### Робота на телебаченні
Коли продюсер компанії Columbia TriStar Television Пол Стапін прочитав сценарій «Дуже страшного кіно», він був упевнений, що Вільямсон — той, хто йому потрібен і запропонував створити серіал для своєї студії. Так з'явився проєкт «Затока Доусона» — напівбіографічна молодіжна мелодрама про життя хлопців у рибальському містечку, вже отримала статус класики телебачення. Неважко розгледіти схожість між Вільямсоном і головним персонажем Доусоном Лірі (зіграним Джеймсом Ван Дер Біком) — шанувальником кіно і Спілберга. Крім того Уільмсяон зізнався, що Джоуї Поттер (яку зіграла Кеті Холмс) написана за образом його подруги, з якою Кевін дружив в юнацтві — дівчина часто ночувала у Кевіна, і вони могли годинах говорити про те, що відбувалося в їхньому житті.
У грудні 1995 року, серіал запропонували каналу FOX, де Стапін працював виконавчим продюсером, але канал відмовився від проєкту. Тоді в 1996 році Стапін і Вільямсон звернулися до босів Warner Bros., Відразу ж купили шоу. Прем'єра відбулася 20 січня 1998 року. Серіал став телевізійним хітом у молодої аудиторії. Попри це і всі запевнення, що він ніколи не покине шоу, Кевін припиняє роботу над проєктом після двох сезонів, щоб на замовлення Miramax почати роботу над новим серіалом для каналу ABC. Проєкт, названий «Вестленд», розповідав про жителів Нью-Йорка, яким трохи за 20. Серіал був погано прийнятий як глядачами, так і критиками — після показу 3 епізод в жовтні 1999 року, серіал скасували.

### Прорив у кіно
Навесні 1995 року, студія Miramax купила «Дуже страшне кіно» для свого нового підрозділу Dimension Films. А в 1996 році, виходить фільм «Крик», знятий майстром жанру Весом Крейвеном і став справжнім блокбастером — картина зібрала понад 100 мільйонів доларів при бюджеті в 15.
Потім Кевін пише сценарій фільму «Я знаю, що ви зробили минулого літа» за мотивами однойменної новели Лоїс Дункан 1973 року і продає сценарій студії Columbia Pictures, які випустили фільм під гаслом «Від творців Крику» проти волі студіі'Miramax. Після виходу фільму «Крик 2», сценарій до якого теж написав Вільямсон, Miramax подає в суд на Columbia, а Вільямсон, тим часом, починає роботу над сценарієм третьої частини, який за нього закінчив Ерен Крюгер. Вільямсон ж пише новий ужастик «Факультет» досить нестандартного жанру: прибульці намагаються поневолити Землю, почавши завоювання з маленькою школи, в якій навчаються невдахи, наркомани та діти з неблагополучних сімей.
У 1999 році у Вілямсона відбувається режисерський дебют — він знімає чорну комедію з елементами трилера за своїм першим сценарієм — «Убити місіс Тінгл» (англ. Killing Mrs. Tingle). Правда після трагічних подій в Старшій школі Колумбайн, Кевіну доводиться змінити назву на "Teaching Mrs. Tingle ". Незважаючи на відмінний акторський склад — у фільмі знялися Кеті Холмс, Хелен Міррен, Вівіка Фокс і Моллі Рінгуолд — картина отримала погані відгуки як критиків, так і глядачів, а також зібрала погану касу — 8,9 мільйонів зборів проти 14 мільйонів бюджету. Проте з часом фільм став культовим в середовищі кіношників і шанувальників творчості Вільямсона.

## Приватне життя
Кевін Вільямсон — відкритий гей. Друзям і близьким він відкрився ще в 1992 році, а для громадськості — в 1998. За запевненням сценариста, він був геєм, скільки себе пам'ятає.

## Фільмографія

### Сценарист
1. 1996 — Крик
2. 1997 — Я знаю, що ви зробили минулого літа
3. 1997 — Крик 2
4. 1998 — 2003 — Затока Доусона
5. 1998 — Факультет
6. 1999 — Убити місіс Тінгл
7. 2002 — Місто демонів
8. 2005 — Перевертні
9. 2007 — Таємниці Палм-Спрінгс
10. 2009 — 2011 — Щоденники вампіра
11. 2011 — Крик 4
12. 2011 — Таємний коло

### Режисер
1. 1999 — Убити місіс Тінгл
2. 2026 — Крик 7

### Актор
1. 1990 — Інший світ
2. 1991 — У живому кольорі
3. 1995 — Брудні гроші
4. 1996 — Важкий втечу
5. 1997 — Крик 2